# Véges csoport
A csoportelméletben véges csoportnak nevezünk egy olyan csoportot, melynek alaphalmaza véges. Véges csoportok gyakran állnak elő matematikai vagy fizikai objektumok szimmetriájának vizsgálatakor, amikor ezek az objektumok csak véges számú struktúra-megőrző transzformációt engednek meg. Fontos példái a ciklikus csoportok és a szimmetrikus csoportok.
A véges csoportok tanulmányozása a csoportelmélet fontos része a 19. századi megjelenése óta. Az egyik legfontosabb részterülete a véges egyszerű csoportok osztályozása, mely 2004-ben fejeződött be arra az esetre, amikor a véges csoportnak nincs nemtriviális normálosztója.

## Példák

### Szimmetrikus és permutációcsoportok

Az szimmetrikus csoport Cayley-gráfja.

Az {\displaystyle S_{n}}-nel jelölt szimmetrikus csoport {\displaystyle n} darab szimbólum összes permutációját tartalmazza, a csoportművelet pedig a permutációk kompozíciója, mely tekinthető a szimbólumok között egy bijektív függvényként. Mivel {\displaystyle n} elemnek {\displaystyle n!} ({\displaystyle n} faktoriális) lehetséges permutációja van, az {\displaystyle S_{n}} csoport rendje (tehát elemeinek száma) {\displaystyle n!}.

### Ciklikus csoportok
A {\displaystyle \mathbb {Z} _{n}} ciklikus csoport minden eleme egy adott {\displaystyle a} elem egész kitevős hatványa, ahol {\displaystyle a^{n}=a^{0}=e} ({\displaystyle e} itt a csoport egységeleme). Az {\displaystyle n} (véges) elemszámú ciklikus csoportok izomorfak a komplex egység {\displaystyle n}-edik egységgyökeinek csoportjához.

### Véges Abel-csoportok
Abel-csoportnak vagy kommutatív csoportnak hívunk egy olyan csoportot, melyben bármely csoportbeli elempáron végzett csoportművelet eredményén nem változtat a két elem felcserélése. Ezt a tulajdonságot a kommutativitás axiómájának is hívjuk.
Egy tetszőleges véges Abel-csoport izomorf olyan véges ciklikus csoportok direkt összegével, melyek elemszámai prímszámok egész kitevős hatványai és egyértelműen meghatározottak. A rendek invariánsok rendszerét alkotják, melyek leírják a véges Abel-csoport automorfizmuscsoportját. A véges Abel-csoportok elméletének fontos kezdőpontja Ferdinand Georg Frobenius és Ludwig Stickelberger 1879-es eredménye, amelyet később leegyszerűsítettek és általánosítottak, ezáltal fontos részét képezve a lineáris algebrának.

### Lie-típusú csoportok
A Lie-típusú csoportok nem összetévesztendőek a Lie-csoportokkal, azonban szoros összefüggés van a két fogalom között. A Lie-csoportok olyan csoportok, melyek egyszerre sima sokaságok és a csoportművelet tetszőlegesen sokszor differenciálható. Egy kompakt Lie-csoport megfeleltethető a valós számtesten definiált reduktív lineáris algebrai csoport racionális pontjainak. Ha a valós számtestet felcseréljük egy véges testre, az általa definiált reduktív lineáris algebrai csoport racionális pontjainak csoportja szorosan kapcsolódik a Lie-típusú csoportokhoz. Önmagában a Lie-típusú csoportoknak nincs precíz széles körben elfogadott definíciója, azonban azoknak a véges egyszerű Lie-típusú csoportoknak van, melyek elősegítik a véges egyszerű csoportok osztályozását.
Véges Lie-típusú csoportok adják a nem-Abel véges egyszerű csoportok túlnyomó többségét. Speciális esetei a klasszikus csoportok, a Chevalley-csoportok, a Steinberg-csoportok és a Suzuki−Ree-csoportok.

## Fontosabb tételek

### Lagrange-tétel
A Joseph Louis Lagrange után elnevezett tétel kimondja, hogy egy adott {\displaystyle G} véges csoport bármely {\displaystyle H} részcsoportjának rendje (tehát az alaphalmaz elemeinek száma) osztója {\displaystyle G} rendjének. Jelöljük {\displaystyle G} rendjét {\displaystyle |G|}-vel, akkor a {\displaystyle |G|/|H|} természetes számot a {\displaystyle H} részcsoport indexének hívjuk, jelölése {\displaystyle [G:H]}. A részcsoport indexe a baloldali mellékosztályai számának felel meg.
A tétel következménye, hogy {\displaystyle G} bármely {\displaystyle g} elemének rendje (tehát egy olyan {\displaystyle n} természetes szám, melyre {\displaystyle g^{n}=e}, ahol {\displaystyle e} a csoport egységeleme) mindig osztja a csoport rendjét.

### Sylow-tételek
Legyen {\displaystyle p} egy prímszám. Egy adott {\displaystyle G} csoport Sylow {\displaystyle p}-részcsoportjának hívjuk bármely olyan részcsoportját, mely egy {\displaystyle p}-csoport, tehát minden elemének rendje {\displaystyle p} egy hatványa, és nem valódi részcsoportja {\displaystyle G} bármelyik másik {\displaystyle p}-részcsoportjának.
A Peter Ludwig Sylowról elnevezett tételek rendkívül fontosak a véges csoportok vizsgálatában, ugyanis részletes információt adnak egy fixált rendű véges csoport részcsoportjainak számáról. Tekinthető a Lagrange-tétel részleges megfordításának, mivel kimondja, hogy egy {\displaystyle G} véges csoport rendjének minden prímtényezőjére létezik egy Sylow {\displaystyle p}-részcsoportja {\displaystyle G}-nek. Továbbá, {\displaystyle G} minden {\displaystyle p^{n}} rendű részcsoportja Sylow {\displaystyle p}-részcsoport, és fixált {\displaystyle p} prím esetén a csoport Sylow {\displaystyle p}-részcsoportjai egymás konjugáltjai. Egy csoport Sylow {\displaystyle p}-részcsoportjainak számát {\displaystyle p}-vel osztva mindig egy lesz a maradék.

### Cayley-tétel
Az Arthur Cayleyről elnevezett tétel kimondja, hogy bármely {\displaystyle n} elemű {\displaystyle G} csoport izomorf az {\displaystyle S_{n}} szimmetrikus csoport valamilyen részcsoportjával. Pontosabban megfogalmazva, a szimmetrikus csoport elemei a {\displaystyle G} alaphalmazának permutációi. Vannak esetek, amikor {\displaystyle G} izomorf egy kisebb szimmetrikus csoport részcsoportjával, mint például a hatelemű {\displaystyle S_{3}} nem csak {\displaystyle S_{6}} egy részcsoportjával izomorf, hanem triviálisan önmagának részcsoportja is. Egy adott csoportra megtalálni a legkisebb szimmetrikus csoportot, melynek egy részcsoportjával izomorf egy önmagában nehéz feladat.
A tétel értelmezhető a {\displaystyle G} csoporthatásának önmagának elemeire, továbbá kiterjeszthető végtelen csoportokra is.

### Burnside-tétel
A Burnside-tétel kimondja, hogy amennyiben {\displaystyle G} egy {\displaystyle p^{a}q^{b}} elemszámú csoport, ahol {\displaystyle p} és {\displaystyle q} prímszámok, {\displaystyle a} és {\displaystyle b} pedig nemnegatív egész számok, akkor {\displaystyle G} feloldható. A tételből következik, hogy bármely nem-Abel véges egyszerű csoport rendje osztható legalább három egymástól különböző prímszámmal.

### Feit–Thompson-tétel
A Feit–Thompson-tétel szerint bármely páratlan rendű csoport feloldható. A tételt Walter Feit és John G. Thompson bizonyította.

## Osztályozása
A véges egyszerű csoportok osztályozásának tétele szerint minden véges egyszerű csoport a következők egyikébe tartozik:
- Olyan ciklikus csoport, melynek rendje prímszám,
- Legalább ötödfokú alternáló csoport,
- Egyszerű Lie-típusú csoport,
- A 26 sporadikus egyszerű csoport egyike,
- A Tits-csoport (esetenként a 27. sporadikus csoportnak tekinthető)

A véges egyszerű csoportok olyan értelemben alkotják bármely véges csoport alapköveit, ahogy a prímszámok "építik fel" a természetes számok bármelyikét. A Jordan–Hölder-tétel precízen megfogalmazza ezt az elképzelést, azonban fontos megjegyezni, hogy véges egyszerű csoportok "összerakása" nem határoz meg egyértelműen egy véges csoportot, ugyanis létezhetnek nem-izomorf csoportok, melyeknek egyezik a kompozíciólánca.

## Adott rendű csoportok száma
Adott {\displaystyle n} pozitív egész számra nem mindig magától értetődő, hogy hány {\displaystyle n} elemszámú csoport létezik izomorfiáig bezárólag. A következő esetek azonban megkönnyítik a klasszifikációt:
- A Lagrange-tételből következik, hogy minden olyan csoport ciklikus, melynek rendje egy prímszám, ugyanis a csoport bármely nemneutrális eleme olyan részcsoportot generál, mely egyenlő az egész csoporttal.
- Ha {\displaystyle n} egy prímszám négyzete, akkor pontosan kettő nem-izomorf {\displaystyle n}-edrendű csoport van, és mindkettő Abel.

| Rend n | Csoportok száma | Ezek közül Abel | Ezek közül nem-Abel |
| ------ | --------------- | --------------- | ------------------- |
| 0      | 0               | 0               | 0                   |
| 1      | 1               | 1               | 0                   |
| 2      | 1               | 1               | 0                   |
| 3      | 1               | 1               | 0                   |
| 4      | 2               | 2               | 0                   |
| 5      | 1               | 1               | 0                   |
| 6      | 2               | 1               | 1                   |
| 7      | 1               | 1               | 0                   |
| 8      | 5               | 3               | 2                   |
| 9      | 2               | 2               | 0                   |
| 10     | 2               | 1               | 1                   |
| 11     | 1               | 1               | 0                   |
| 12     | 5               | 2               | 3                   |
| 13     | 1               | 1               | 0                   |
| 14     | 2               | 1               | 1                   |
| 15     | 1               | 1               | 0                   |
| 16     | 14              | 5               | 9                   |
| 17     | 1               | 1               | 0                   |
| 18     | 5               | 2               | 3                   |
| 19     | 1               | 1               | 0                   |
| 20     | 5               | 2               | 3                   |
| 21     | 2               | 1               | 1                   |
| 22     | 2               | 1               | 1                   |
| 23     | 1               | 1               | 0                   |
| 24     | 15              | 3               | 12                  |
| 25     | 2               | 2               | 0                   |
| 26     | 2               | 1               | 1                   |
| 27     | 5               | 3               | 2                   |
| 28     | 4               | 2               | 2                   |
| 29     | 1               | 1               | 0                   |
| 30     | 4               | 1               | 3                   |

## Fordítás
Ez a szócikk részben vagy egészben  a   Finite group című angol Wikipédia-szócikk fordításán alapul.  Az eredeti cikk szerkesztőit annak laptörténete sorolja fel. Ez a jelzés csupán a megfogalmazás eredetét és a szerzői jogokat jelzi, nem szolgál a cikkben szereplő információk forrásmegjelöléseként.